# Pedro Faleiro
Pedro Faleiro (? - d. 5 de Dezembro de 1466) foi um jurisconsulto e diplomata do século XV.

## Biografia
Filho de Pedro Faleiro, neto paterno de Estácio Faleiro, Alcaide-Mor do Castelo de Serpa por Mercê do Rei D. Fernando I de Portugal a 22 de Maio de 1369 (Era de César de 1407) e bisneto por varonia de Pietro Falier, depois Pedro Faleiro, Cavaleiro estimado entre os Portugueses, descendente de gente importante da República de Veneza, com origem na Toscana, no lugar de Faleris.
A 10 de Abril de 1451, D. Afonso V de Portugal nomeia Diogo Gonçalves Lobo, Escudeiro, Vedor que foi da Rainha D. Isabel de Avis, para o cargo de Corregedor da cidade de Lisboa, em substituição do Doutor Pedro Faleiro.
A 16 de Maio de 1451, D. Afonso V de Portugal nomeia o Doutor Pedro Faleiro para o cargo de Juiz Desembargador da Casa do Cível da cidade de Lisboa, em substituição de Fernão Rodrigues, que fora aposentado.
A 23 de Fevereiro de 1455, D. Afonso V de Portugal, na sequência do perdão concedido a Lourenço Eanes, amo do Doutor Pedro Faleiro, acusado de ter morto Fernando Eanes Bainheiro, e porque fora atacado por um bando de homens armados, autoriza-o a trazer espada de noite e de dia.
Foi enviado a Inglaterra, no reinado de Henrique VI, como Embaixador, em 1455, juntamente com D. Fernando de Castro.
A 13 de Julho de 1459, D. Afonso V de Portugal nomeia Pedro Faleiro, Desembargador da Casa do Cível, para o cargo de Juiz e Desembargador dos Feitos dos Hospitais e Albergarias da cidade de Lisboa e seu termo, por o titular do cargo não saber ler e escrever.
A 20 de Setembro de 1463, D. Afonso V de Portugal nomeia o Doutor Pedro Faleiro, seu Desembargador, para o cargo de Chanceler da Casa do Cível da cidade de Lisboa, em substituição do Dr. João Fernandes da Silveira, do seu Conselho, que fora nomeado Presidente da Casa da Suplicação.
A 5 de Dezembro de 1466, D. Afonso V de Portugal doa ao Doutor Pedro Faleiro uma tença anual de 10$000 reais de prata.

## Casamento e descendência
Casou com Filipa Rodrigues Galvão (c. 1427 - ?), filha de Rui Gonçalves Galvão ou Rui Galvão e de sua mulher Branca Gonçalves e irmã de D. João Galvão, 20.° Dom Prior do Mosteiro de Santa Cruz, 36.° Bispo de Coimbra e 1.° Conde de Arganil de juro e herdade e 33.° Arcebispo de Braga, Primaz das Espanhas, e de Duarte Galvão, Alcaide-Mor de Leiria e Cronista-Mor do Reino de Portugal, da qual teve uma filha e dois filhos: 
- Catarina Galvão (Estremoz, c. 1445 - ?), casada com Pedro Colaço Godinho (c. 1440 - ?), que deve ser o Pedro Colaço que, a 5 de Outubro de 1483, foi Escrivão das Sisas do Outeiro de Miranda, e a 3 de Dezembro de 1486, Inquiridor e Contador de Moura, certamente filho do Pedro Colaço que, a 24 de Abril de 1466, foi Escrivão das Sisas da vila de Outeiro de Miranda, em substituição de João Gomes, que renunciara, e que deve ser o Pedro Colaço, Escudeiro, morador em Arraiolos, que, a 20 de Maio de 1438, foi nomeado novamente para o cargo de Juiz das Sisas desta vila, e reconfirmado no cargo a 10 de Julho de 1451, e de sua mulher, e neto paterno de Afonso Colaço, de Midões, e de sua mulher Antónia Godinho, filha de Pedro Godinho, com geração
- Pedro Soares Faleiro; a 6 de Fevereiro de 1472, D. Afonso V de Portugal concede Carta de Privilégio de Fidalgo a Pedro Faleiro, filho do Doutor Pedro Faleiro, para todos os caseiros, servidores, amos, mordomos e apaniguados que servirem com capas e saias, e estiverem nas suas quintas e casais encabeçados e nas suas herdades, isentando-os de pagarem impostos e encargos concelhios nos lugares onde morarem, de irem com presos e dinheiros, de serem tutores e curadores, de pagar jugada, postos por besteiros do conto, da vintena do mar e do direito de pousada; a 25 de Junho de 1483, D. João II de Portugal recebeu Pedro Faleiro como seu Escudeiro; a 8 de Agosto de 1513, D. Manuel I de Portugal mandou Pedro Rosado dar a Manuel Vieira, Capitão da barca de Pedro Faleiro, 5 arrobas e 22 arráteis de vaca para mantimento de sete homens, que leva na barca, por tempo de um mês; casado em Évora com Aldonça Vaz de Castelo Branco, filha de João Lourenço e de sua mulher Leonor Vaz de Paiva, com geração
- Rui Galvão, Cónego e Mestre-Escola da Sé de Coimbra; a 30 de Abril de 1463, D. Afonso V de Portugal doou ao Doutor Pedro Faleiro, seu Desembargador, enquanto sua mercê for, uma tença anual de 4$800 reais para o estudo de seu filho Rui Galvão; a 20 de Setembro de 1486, o Cabido da Sé de Coimbra autorizou Luís Barradas, Arcediago da Sé, e Rui Galvão, Cónego da mesma, a ausentarem-se cinco anos para frequentarem o estudo da Universidade de Salamanca, recebendo anualmente 20$000 reais o primeiro e 17$000 reais o segundo (Arquivo da Universidade de Coimbra, Livro 1 de Acordos do Cabido, Fólios 98 e 98v)